# Степановське (Ферзиковський район)
Степановське (рос. Степановское) — присілок в Ферзиковському районі Калузької області Російської Федерації.
Населення становить 17 осіб. Входить до складу муніципального утворення Присілок Бронці.

## Історія
Від 2004 року входить до складу муніципального утворення Присілок Бронці

## Населення
| 2002 | 2010 | 2011 |
| ---- | ---- | ---- |
| 13   | ↗15  | ↗17  |